# Francesco Albergamo
Francesco Albergamo (Favara, 18 agosto 1896 – Napoli, 13 ottobre 1973) è stato un filosofo, storico della filosofia e docente italiano,  pioniere della filosofia della scienza in Italia.

## La vita
Nato a Favara, in provincia di Agrigento, da Giacomo e Giuseppina Butticé. Suo nonno era un ricco proprietario di una rinomata pasticceria di Favara. Il padre, ferroviere, fu trasferito prima a Messina e poi a Palermo, portando con sé la famiglia. A causa di questi trasferimenti, svolge gli studi liceali da autodidatta, conseguendo poi la laurea in Filosofia presso l'Università degli Studi di Palermo.
Nel 1931, vinto il concorso a cattedra di storia e filosofia, si trasferisce a Trapani, dove insegna al liceo classico Ximenes, e dove sposa Maria Carmela Rizzo, da cui avrà quattro figli. Insegna poi a Benevento (1933-1935) ed infine a Napoli presso il Liceo classico statale Vittorio Emanuele II, dal 1936 al 1967.
Pressoché tutta l'attività filosofica e didattica di Francesco Albergamo si svolge a Napoli, ed è caratterizzata dal clima culturale molto vivo nella città di Benedetto Croce. Come filosofo, si dedica a due principali linee di attività. La prima è dedicata all'insegnamento ed alla didattica della filosofia, l'altra allo studio del rapporto tra filosofia e scienza. In entrambe le linee, il suo lavoro ha avuto una grande caratura culturale, e la sua personalità fu considerata, nella città di Napoli, di grande spessore etico, per la generosità e l'impegno che hanno contraddistinto la sua vita.
Circa la prima linea, il ricordo della sua attività didattica è rimasto a lungo nei tantissimi giovani che hanno ricevuto una solida formazione filosofica di cultura laica, razionale, liberale. Vero è che a Benevento, dove aveva insegnato per soli due anni, gli è stata dedicata una strada che, significativamente, parte da Piazzale Benedetto Croce per poi ricollegarsi a Via Francesco de Sanctis.
Al Liceo Classico Vittorio Emanuele tra i diversi allievi che si sono distinti nel campo della filosofia e della cultura ricordiamo in particolare due delle figlie di Benedetto Croce. Il suo nome è ricordato in una lapide dedicata alle più illustri personalità che vi hanno insegnato, tra cui Giovanni Gentile. Oltre all'insegnamento nei licei, è stato libero docente di filosofia teoretica presso l'Università di Napoli, dove ha svolto una intensa attività di corsi e conferenze.
Con i suoi manuali di storia della filosofia, e con numerose pubblicazioni dedicate ai licei, FA costituisce un importante punto di riferimento nella didattica della filosofia a livello nazionale, prima per il classico e poi anche per lo scientifico. Una notevole attività è anche dedicata alla formazione dei docenti di filosofia, con numerosi articoli, pubblicazioni, corsi e conferenze.
L'altra linea di attività, quella dedicata allo studio del rapporto tra filosofia e scienza, si snoda lungo un arco di tempo molto vasto, che va dall'inizio degli anni '30 fino alla sua scomparsa, nel 1973. I risultati sono confluiti nella pubblicazione di importanti saggi filosofici (vedi bibliografia).
Di formazione idealistica e kantiana, appena trasferitosi a Napoli, nel 1936,  instaura un rapporto stretto con Benedetto Croce, con frequenti visite e colloqui nella sua abitazione a Palazzo Filomarino, guardata a vista dalla polizia.
Dalle sue lettere a Croce (73, 74, 75), si evince un chiaro riconoscimento di Croce come suo Maestro, oltre a forti sentimenti di devozione e di sincera amicizia.
In particolare, alla caduta del fascismo, esprime al Maestro la sua "profonda gioia" perché "finalmente l'Italia comincia a incamminarsi per la via maestra che le avevate additato", e prosegue poi: "Gioiamo della gioia vostra e dei vostri cari: della gioia che ora, dopo tutto quello che voi, giusto, avete sofferto, aleggia sulla vostra casa" (73).
Questo rapporto si affievolisce a partire dai primi anni '50, quando più che la filosofia fu la politica a provocare un allontanamento di Francesco Albergamo dall'ambito crociano, per aderire progressivamente agli orientamenti ed alle ideologie della sinistra e del marxismo.
Già agli inizi degli anni '50, aderisce al movimento dei "Partigiani della Pace", nato a Parigi nel 1949 sotto il simbolo della colomba della pace, appositamente dipinta da Pablo Picasso,stringendo una forte amicizia con Lucio Lombardo Radice, Maurizio Valenzi, Renato Caccioppoli, Ambrogio Donini e altri.
Nell'estate del 1952 partecipò ad una delegazione in visita alla repubblica democratica tedesca, assieme a Giancarlo Pajetta, Renato Guttuso, Francesco Flora. La visita era, naturalmente, finalizzata a diffondere ed esaltare le "conquiste del socialismo". Di ritorno dal viaggio, il Ministero dell'Interno dispose il ritiro del passaporto, e quello della Pubblica Istruzione gli comminò una ammonizione, come se avesse abbandonato il servizio senza autorizzazione, mentre il viaggio era stato fatto nel periodo di chiusura estiva delle scuole. Fu forse questo episodio, che Francesco Albergamo considerò una manifesta soperchieria di stampo scelbiano, che lo indusse l'anno successivo ad iscriversi al PCI, salutato da Togliatti con un cordiale telegramma di benvenuto.
Nel corso di tutti gli anni '50, partecipò attivamente alla vita culturale e politica della città di Napoli, che in quel periodo era in grande effervescenza. Il movimento culturale della sinistra napoletana non si riconosceva pienamente in una ideologia, come afferma Gerardo Marotta, "ma si fondava su un dibattito filosofico che traeva i suoi succhi da un corale sforzo di comprensione del proprio tempo" (80). Il dibattito raccoglieva e valorizzava l'eredità culturale degli illuministi e degli hegeliani napoletani del secolo precedente, attingendo alla lezione storicistica meridionale che va da G.B. Vico a Croce, passando per F. De Sanctis e G. Salvemini, e collegandosi poi al pensiero di Antonio Gramsci.
L'Albergamo partecipa con conferenze che venivano organizzate dalle associazioni culturali napoletane tra cui "Cultura Nuova" ed il "Gruppo Gramsci", ed accetta, sia pure a malincuore, una candidatura del PCI alle elezioni comunali di Napoli.
Il problema del rapporto tra filosofia e scienza viene visto in termini di nuovi modi e nuovi contenuti per la didattica delle scienze e della filosofia. Tra i primi in Italia, ed in aperta polemica con la scuola crociana ed il clima dominante, Francesco Albergamo avverte i rischi, per lo sviluppo della società italiana, di una cultura prevalentemente classica: "Con la seconda rivoluzione industriale che è in atto in tutto il mondo, noi italiani non ci possiamo permettere il lusso di rimanercene ancorati ad una cultura prevalentemente classica ed umanistica."
L'Albergamo lavorò con la passione di una intera vita, fino a pochi giorni dalla sua morte. L'ultimo suo scritto uscì postumo su "Critica" marxista"(69). In seguito alla sua scomparsa, avvenuta il 14 ottobre 1973, il quotidiano comunista L'Unità dette notizia della sua scomparsa con un lungo articolo (79).

## Il pensiero filosofico
Possiamo, per semplicità di esposizione, dividere l'opera dell'A in tre periodi. Nel primo periodo, il pensiero dell'Albergamo si muove nel quadro di una concezione filosofica di tipo idealistica, dominata in Italia dal pensiero di Benedetto Croce e Giovanni Gentile.
Tuttavia, più che alle tematiche tipiche dell'idealismo, è interessato ai problemi nuovi che si pongono al pensiero filosofico a causa dello sviluppo impetuoso della scienza nel novecento, in particolare nei settori della fisica relativistica e quantistica, della matematica, e della biologia. Francesco Albergamo precorre, in una prospettiva idealistica, la necessità di un dialogo costruttivo, osmotico, della filosofia con le particolari discipline scientifiche ed empiriche.
Nel primo lavoro scientifico (1), richiamandosi all'insegnamento di Kant, sostiene che la scienza, come esperienza dell'attività dello spirito, è resa possibile dalle forme trascendentali. Tuttavia, sostiene l'Albergamo, gli sviluppi più recenti della matematica (geometrie non euclidee, matematiche non archimedee, gli iperspazi, ecc.) e della fisica ( teoria della relatività di Einstein, meccanica quantistica, principio di indeterminazione di Heisenberg) provano la contingenza di tali forme trascendentali, .
Affronta anche il problema, fortemente dibattuto, dell'alternativa tra determinismo ed indeterminismo, e perviene alla conclusione che anche l'alternativa indeterministica sia egualmente legittima: la conoscenza scientifica può essere costruita anche se si ignora il principio di casualità e si finge che i fenomeni si succedano a caso, secondo le leggi matematiche della probabilità. Queste tesi originali furono apprezzate e commentate , all'epoca, da diversi filosofi italiani, tra cui C.Ottaviano (76), Aliotta (77), ed altri (78).fino a pervenire ad una ampia esposizione della problematica filosofica connessa alla scienza del novecento. Il saggio La critica della scienza nel novecento"(10), pubblicato in prima edizione nel 1942 e poi più volte ristampato fu giudicato "assai pregevole" da Benedetto Croce (73, 74, 75). Di questa opera, Guido De Ruggero scrisse che essa "offre una delle più efficaci sistemazioni speculative che io conosca delle vedute pragmatistiche della scienza, compresa quella del Croce alla quale più strettamente si connette"(74).
L'ambizione dell'Albergamo, che traspare chiaramente nei diversi spunti critici nei confronti dei limiti dell'idealismo nell'affrontare il problema della logica della scienza, è quella di "costituire una confutazione dell'idealismo per via dell'idealismo stesso"(81). In altre parole, vuole in qualche modo superare la concezione che relegava la scienza nel limbo degli "pseudoconcetti", per dare piena legittimità ai processi conoscitivi, sia delle scienze esatte che delle scienze empiriche, restando comunque ancorato all'idealismo.
Benedetto Croce in qualche modo accetta e favorisce la ricerca di A, giudica "assai ben pensato e ragionato" il suo lavoro, ma rimane rigido nell'accogliere la storia della scienza come parte integrante della storia della filosofia (73, 74).
Finito il periodo bellico, l'attività dell'A si sviluppa poi in una serie di opere in cui sistematicamente, ed in un quadro storico, vengono trattati i problemi della logica delle scienze esatte (23) e della scienze empiriche (32).
In questo periodo A, dirigendo per l'editore Laterza una collana di scrittori di teoria delle scienze, propone alla cultura italiana la conoscenza di importanti pensatori d'oltralpe, come Poincarè (24, 26), Bergson (40), Bachelard (31) ed altri.
Il secondo periodo dell'attività di Francesco Albergamo può datarsi attorno ai primi anni '50, ed è caratterizzato da un progressivo allontanamento da Croce e dalla sua scuola, dovute alle difficoltà dell'Albergamo a trovare un pieno accoglimento delle sue tesi sulla scienza, ed anche, in qualche misura, a diverse valutazioni politiche.
L'esigenza di Francesco Albergamo era quella di dare piena legittimità filosofica alla logica del pensiero scientifico. Per raggiungere questo obiettivo, era necessario operare un "capovolgimento" dialettico nel rapporto Natura-Spirito della filosofia crociana, allo stesso modo in cui Marx aveva operato nei confronti di Hegel. Per Albergamo infatti "spiritualismo e materialismo costituiscono in realtà una opposizione dialettica, nella quale di continuo ognuno dei due deve vincere la resistenza opposta dall'altro... come già nella dottrina hegeliana, così anche quella del Croce esige… un "capovolgimento", in maniera che il suo oggetto…trovi proprio nel suo opposto la condizione per vivere e svolgersi" (29).
Nel terzo periodo di attività, a partire dal 1967, quello della massima maturità ed originalità, affronta una analisi sistematica delle forme di "pensiero prelogico", inteso come "pensiero che, spontaneamente, senza alcuna riflessione logica, veniamo indotti a formulare per una suggestione tanto irresistibile quanto inconscia che inibisce la nostra intelligenza" (61).
Analizza con grande attenzione tali forme di pensiero, sulla base dei risultati e delle osservazioni di etnologi ed antropologi (da Frazer a Levy-Bruhl, Levy-Strauss, H. Kelsen, ed altri), oltre che dei risultati della scuola psico-analitica, da Freud a Cesare Musatti.
Analizzando questa poderosa base di osservazioni sperimentali, perviene ad individuare i principali meccanismi della prelogica: automatismo associativo, intuizione animistica, inibizione dell'intelligenza ad opera del sentimento.
Vengono così portati alla luce della consapevolezza quei processi inconsci ove si generano mito e magia.
Le molteplici e diverse credenze mitiche e magiche, con la loro uniformità di struttura e le loro coincidenze spesso sorprendenti, sono interpretate come il risultato di un automatismo psichico inconscio, che persiste pur attraverso le situazioni storiche più diverse.
La tesi dell'Albergamo è che tali forme prelogiche, che sono alla base dei miti, dei riti, e delle pratiche magiche dei popoli primitivi, lungi dall'essersi esaurite con il progredire del pensiero scientifico e filosofico, sono presenti in maniera diversa, non solo in età infantile ed in alcuni soggetti psicopatici, ma anche nelle stesse persone colte, nonché in alcuni ambiti dello stesso pensiero scientifico e filosofico (62).
Accanto a questo nuovo ed affascinante filone di ricerca, si intensifica l'opera di educatore, con decine di opere destinate alla scuola, manuali , antologie , trattati, nonché da studi e pubblicazioni sulla didattica delle scienze e della filosofia.